# Apostasy
Apostasy is een Zweedse blackmetalband.
De band werd in 1994 opgericht door de eerste leadzanger Stefan Peersen en leadgitarist Svenn-Aksen Henriksen. In de beginperiode vormden zij samen de band en namen ze drie demo's op.
In 2000 bestond de band uit Håkan Björklund, Mattias Edin, Fredric Edin en Lars Engström. In deze samenstelling namen ze in 2002 hun eerste demo op, later dat jaar kwamen Andreas Edin en Dennis Bobzien de band versterken.
Ze kregen een platencontract bij Black Mark Records waarvoor ze in de zomer van 2003 hun eerste cd opnamen.
In 2005 brachten ze hun tweede cd uit, Devilution. Tragisch was dat vlak voor de releasedatum, de gitarist dood werd gevonden. Hij was doodgestoken door zijn vriendin.

## Discografie
- Mournful Heaven (1997)
- Within the Majestic Darkness (1999)
- Autumn Heart (2002)
- Cell 666 (Black Mark Productions, 2004)
- Devilution (Black Mark, 2005)